# 俞净意公遇灶神记
《俞净意公遇灶神记》，是流傳於中國民間的善書，主要是灶神顯靈，勸人為善必須發自內心，不能茫然盲從，否則不能算是善行。

## 內容
書中的主人翁是名叫作「俞都」的落第秀才，字良臣，明朝嘉靖年間江西人。因中年因屢考不中，以教書為生。曾與十幾位同學，成立「文昌社」，敬奉文昌帝君，實行敬字惜紙、放生、戒淫、戒殺、戒口過的善行。
但他潦倒貧困，五位兒子有四位夭折，第三子失蹤；四位女兒有三位夭折。妻子因此以淚洗面導致眼盲。他自認沒做過大惡事，對上天埋怨，在四十多歲開始在除夕晩寫疏文焚化，請灶神將他的苦難轉達給玉皇大帝，實行數年來際遇未曾好轉。之後，在他四十七歲那年的除夕，與妻女在舉室蕭然的家中淒涼相對，忽然有一位頭戴角巾、身穿皂服、鬚髮半白的神秘男子拜訪。該客人自稱姓張，因聽到俞家有怨嘆聲，故來慰問，並說已早了解問題，把俞所謂善行全部列舉出來，認為俞的作為只是隨著大家做好事，心裏並沒有真正的善念，他勸告俞不可怨天尤人，行善必須誠心誠意。說完後走至廚房後就消失。
俞都認為該神秘客就是灶神，之後真心懇切改過，在「內功」去除妄念，在「外功」力行善事，還自取法號為淨意道人，而後得到張居正的賞識，將他取入國子監，萬曆四年考中順天府鄉試，次年中進士，在五十歲時與失散的兒子團圓，妻子的視力也恢復正常。兒子娶妻生有七男。俞都的同鄉晚輩羅禎，將此事寫成此書。

## 驗証
萬曆五年丁丑榜三甲有一名叫做俞霑的士子，不知「俞霑」是否為俞净意的學名。